# Prix Doris M. Curtis Outstanding Woman in Science
Le Prix Doris M. Curtis Outstanding Woman in Science, aussi connu sous son nom anglais Doris M. Curtis Outstanding Woman in Science Award ou encore Subaru Outstanding Woman in Science Award, est une récompense scientifique décernée par la Société américaine de géologie depuis 1999. Il récompense une scientifique dont la thèse a un impact significatif dans le domaine des géosciences. Le prix est sponsorisé par l'entreprise Subaru. Il rend hommage à Doris Malkin Curtis (en), la première femme élue présidente de la Société américaine de géologie en 1990.

## Lauréates
- 1999 : Carrie E. Schweitzer
- 2000 : Emily E. Brodsky
- 2001 : Ingrid Hendy
- 2002 : Miriam E. Katz
- 2003 : Marin K. Clark
- 2004 : Costanza Bonadonna (en)
- 2005 : Michelle Walvoord
- 2006 : Elizabeth Cochran (en)
- 2007 : Tanja Bosak (en)
- 2008 : Lorraine Lisiecki (en)
- 2009 : Jaime Barnes
- 2010 : Kateryna Klochko
- 2011 : Naomi Levin
- 2012 : Phoebe Cohen
- 2013 : Whitney Maria Behr (en)
- 2014 : Ami Riscassi
- 2015 : Priya Ganguli
- 2016 : Christine  Regalla
- 2017 : Sonia Tikoo
- 2018 : Andrea Balbas
- 2019 : Kimberly  Lau
- 2020 : Marissa Tremblay
- 2021 : Sarah Aarons
- 2022 : Annie Bauer[2]